# Annona roxburghiana
Annona roxburghiana är en kirimojaväxtart som beskrevs av Nathaniel Wallich. Annona roxburghiana ingår i släktet annonor, och familjen kirimojaväxter. Inga underarter finns listade i Catalogue of Life.